# Janusz Garlicki (lekarz)

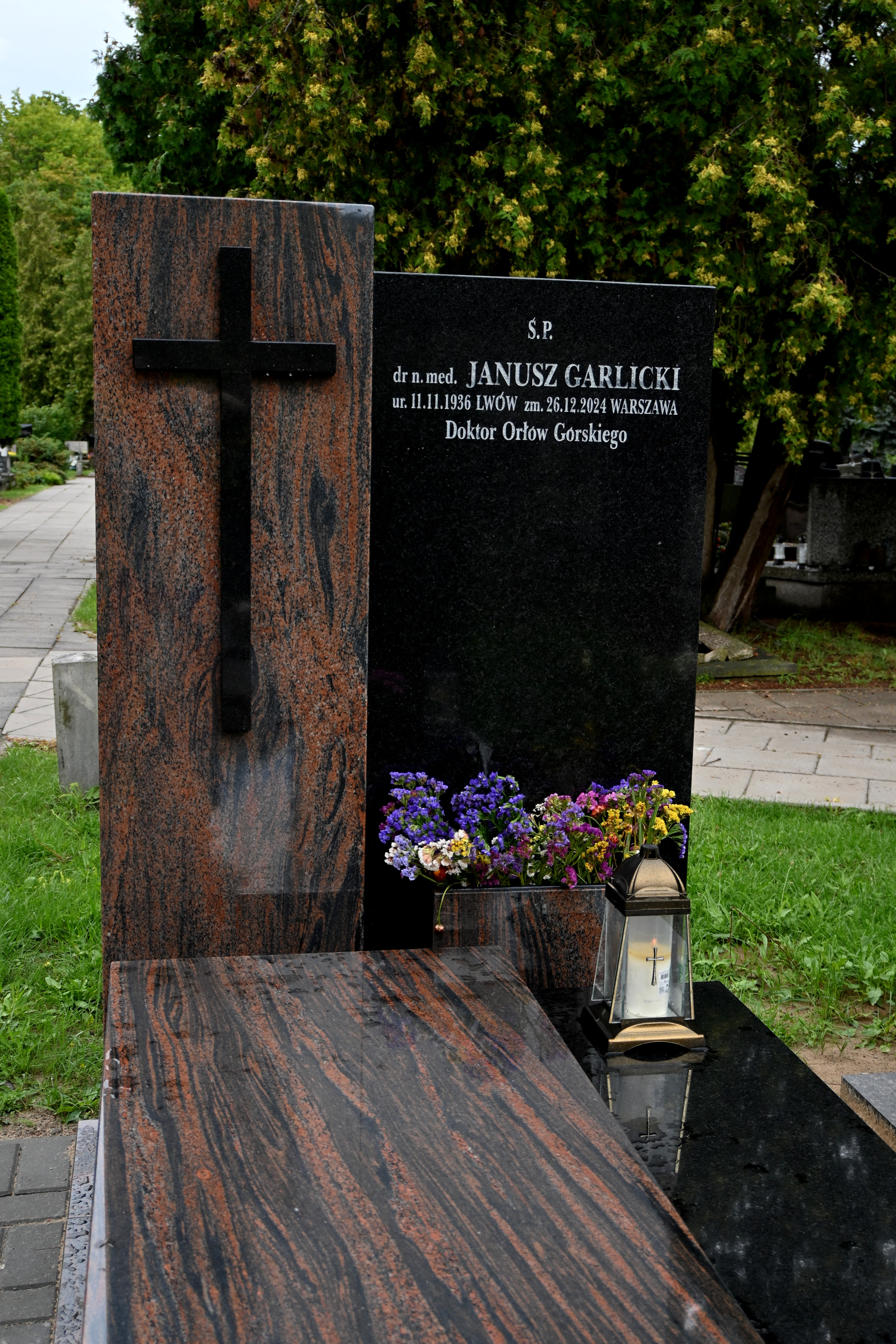
Grób dr Janusza Garlickiego na Cmentarzu Wojskowym na Powązkach w Warszawie

Janusz Garlicki (ur. 11 listopada 1936 we Lwowie, zm. 26 grudnia 2024 w Warszawie) – doktor nauk medycznych, lekarz sportowy, chirurg, ortopeda i traumatolog; lekarz reprezentacji Polski w piłce nożnej (1971–1982); dyrektor Centralnej Przychodni Sportowo-Lekarskiej oraz kierownik Ośrodka Leczenia Urazów Sportowych w Warszawie (1979-1987); dyrektor Specjalistycznego Centrum Rehabilitacji i Leczenia Schorzeń Narządu Ruchu „STOCER” w Konstancinie-Jeziornie (1998-2003).

## Życie prywatne
Janusz Maria Garlicki urodził się 11 listopada 1936 roku we Lwowie. Był synem Mariana Garlickiego i Stanisławy z domu Goetz, ma młodszego brata Marka. Dzieciństwo spędził na Łyczakowie, a w 1944 roku wraz z matką uciekł do Lublina, gdzie jego ojciec był ordynatorem szpitala. Następnie, po krótkim pobycie w Poznaniu, razem z rodzicami przeniósł się do Warszawy. W roku 1969 poślubił Małgorzatę, z którą mają córkę Katarzynę.
Janusz Garlicki zmarł 26 grudnia 2024 roku w Warszawie otoczony bliskimi, po długiej chorobie nowotworowej. 16 stycznia 2025 roku został pochowany na Cmentarzu Wojskowym na Powązkach w Warszawie (kwatera H-13-50).

## Wykształcenie
W roku 1961 otrzymał dyplom lekarza Akademii Medycznej w Warszawie. Posiadał takie specjalizacje jak: chirurgia ogólna I°, chirurgia ortopedyczna II°, medycyna sportowa II°, organizacja ochrony zdrowia II° oraz zdrowie publiczne II°. W roku 1971 otrzymał tytuł naukowy doktora nauk medycznych. Kształcił się również na Akademii Wychowania Fizycznego w Warszawie, którą ukończył w 1982 roku.

## Życie zawodowe
W latach 1962-1964 był asystentem na oddziale chirurgii ortopedycznej w Szpitalu Praskim w Warszawie, a w latach 1967-1979 adiunktem w Klinice Ortopedycznej Akademii Medycznej w Warszawie.
W latach 1966-1971 pracował jako lekarz reprezentacji Polski juniorów, a w latach 1971-1982 pełnił obowiązki lekarza olimpijskiego i kadry narodowej w piłce nożnej. W tym czasie reprezentacja Polski zdobyła złoty medal na igrzyskach olimpijskich w Monachium (1972 r.), srebro w Montrealu (1976 r.), brązowy medal w finałach Mistrzostw Świata w Niemczech (1974 r.) i Hiszpanii (1982 r.) oraz piąte miejsce w Argentynie (1978 r.). Współpracował z takimi trenerami jak Kazimierz Górski, Andrzej Strejlau, Jacek Gmoch, Antoni Piechniczek, Ryszard Koncewicz, Tadeusz Foryś czy Jerzy Słaboszowski. Pod swoją opieką miał m.in. takich piłkarzy jak Kazimierz Deyna, Włodzimierz Lubański, Robert Gadocha, Grzegorz Lato czy Zbigniew Boniek.
W grudniu 1979 roku objął stanowisko dyrektora Centralnej Przychodni Sportowo-Lekarskiej w Warszawie. W latach 1980-1987 oraz 1991-1994 był Specjalistą Krajowym ds. medycyny sportowej. W 1980 roku kierował Zespołem medycznym na Olimpiadzie w Moskwie. Rok później (1981 r.) został wybrany na sekretarza Polskiego Towarzystwa Medycyny Sportowej.
W 1986 roku wyjechał do Zjednoczonych Emiratów Arabskich, gdzie przez cztery lata pracował jako chirurg i lekarz klubowy. W latach 1987-1989 był lekarzem reprezentacji narodowej w piłce nożnej w Zjednoczonych Emiratach Arabskich, współpracując z brazylijskim trenerem Mário Zagallo.
W latach 1998-2003 pełnił stanowisko dyrektora naczelnego Specjalistycznego Centrum Rehabilitacji i Leczenia Schorzeń Narządu Ruchu im. prof. Mariana Weissa „STOCER” w Konstancinie-Jeziornie. Od 1997 roku pracował jako lekarz ortopeda w Centrum Medycznym Grupy LUX MED w Warszawie.
Janusz Garlicki był współredaktorem podręcznika „Traumatologia Sportowa” (dwa wydania – pierwsze w 1978 roku) oraz pierwszym redaktorem naczelnym miesięcznika Okręgowej Izby Lekarskiej „Puls”. Był również organizatorem i pierwszym przewodniczącym Sekcji Traumatologii i Medycyny Sportowej Polskiego Towarzystwa Ortopedycznego i Traumatologicznego. Aktywnie działał w samorządzie lekarskim, był przewodniczącym komisji: informacyjnej, ds. konkursowych oraz kształcenia ustawicznego.
W 2021 roku otrzymał tytuł Członka Honorowego Polskiego Związku Piłki Nożnej. W tym samym roku powstał o nim film dokumentalny pt. Doktór Polskich Orłów w reż. Małgorzaty Szyszki.

## Odznaczenia i wyróżnienia
- Krzyż Kawalerski Orderu Odrodzenia Polski (1974 r.)[21]
- Krzyż Oficerski Orderu Odrodzenia Polski (1984 r.)[6][22]
- Złota honorowa odznaka Przyjaciół Związku Harcerstwa Polskiego (1987 r.)[6][22]
- Złota odznaka „Za zasługi dla Miasta Stołecznego Warszawy” (2007 r.)[6][22]
- Odznaczenie „LAUDABILIS” (godny uznania), przyznany przez Okręgową Radę Lekarską (2007 r.)[19]
- Odznaka honorowa „Za zasługi dla ochrony zdrowia” (2008 r.)[6][22]
- Medal Pamiątkowy „Pro Masovia” Marszałka Województwa Mazowieckiego (2011 r.)[23][24]
- List gratulacyjny Bronisława Komorowskiego Prezydenta RP z okazji 75-lecia urodzin (2011 r.)[23][24]
- Odznaczenie Zasłużony dla Polskiej Ortopedii i Traumatologii (2013 r.)[25]
- Diamentowe Odznaczenie Polskiego Związku Piłki Nożnej (2024 r.)[1]

## Członkostwo
- Członek Honorowy Polskiego Towarzystwa Medycyny Sportowej[26]
- Członek Honorowy Polskiego Towarzystwa Ortopedycznego i Traumatologicznego[27]
- Członek Klubu Seniora Polskiego Związku Piłki Nożnej[28]
- Współzałożyciel i Członek Rady Fundacji Kazimierza Górskiego[29]
- Członek Honorowy Polskiego Związku Piłki Nożnej[30]